# Dorlas
Dorlas es un personaje ficticio que forma parte del legendarium creado por el escritor británico J. R. R. Tolkien y que aparece en sus novelas póstumas El Silmarillion y Los hijos de Húrin. Es un adan del Pueblo de Haleth, que vivía en Ephel Brandir en el bosque de Brethil a finales del siglo V de la Primera Edad del Sol.

## Historia
Dorlas era el jefe de la compañía que custodiaba las fronteras de Brethil de las incursiones de los orcos. 
En ese menester estaba cuando una horda de Orcos procedentes de Nargothrond que llevaban prisionera a Finduilas cruzó el Teiglin adentrándose en el Bosque. Los haladhrim los atacaron y destruyeron a los servidores de Morgoth; pero antes de ser vencidos los orcos mataron a los prisioneros, incluida la hija de Orodreth, a quien clavaron con una lanza en un árbol. Dorlas la encontró agonizando y oyó sus últimas palabras: «Mormegil. Decidle a Mormegil, que Finduilas está aquí». Luego Dorlas y su gente, llevaron el cuerpo de la princesa élfica hasta, Nen Girith y la enterraron en un Túmulo que se conoció como Haudh-en-Elleth o «túmulo de la doncella élfica».
Un mes más tarde Dorlas conoció a Túrin, cuando este irrumpió, con una treta, en una batalla que libraban los hombres de Haleth contra los orcos en los Cruces del Teiglin. Su acción dio vuelta el desarrollo de la batalla, obteniendo los Haladhrim la victoria. El mismo Dorlas, le contó a Mormegil sobre la muerte de Finduilas y lo llevó hasta el túmulo. Cuando este lo vio y cayo vencido por el dolor; Dorlas lo llevó en una camilla a Ephel Brandir, donde Brandir el Cojo lo curó de su aflicción.
Dorlas se convirtió en el mejor amigo de Turambar y conoció su secreto: se trataba del hijo de Húrin de Dor Lómin Señor de la Casa de Hador. Juntos lucharon contra los orcos que intentaban penetrar en el Bosque, porque enseguida de su recuperación, Túrin se convirtió en un hijo más de la Casa de Haleth.
La amenaza orca, no se había extinguido, pues Glaurung, que gobernaba la región desde Nargothrond estaba decidido a someter a los Haladhrim y a encontrar a Túrin, que sabía vivía con ellos. Fue así que una importante hueste de orcos invadió de nuevo Brethil y derrotó a Dorlas y sus hombres. Cuando retornó a Amon Obel convenció a Turambar que se uniera a la lucha, pues este le había prometido a Níniel que no empuñaría más a Gurthang. Ambos volvieron al frente de batalla y reunieron a varios centenares de hombres, que hicieron frente al enemigo, derrotándolos en repetidas oportunidades.
El Gran Dragón, encolerizado salió de su caverna y fue hasta Brethil, lo quemó en gran parte y se echó a descansar en Cabed-en-Aras. Cuando Túrin decidió enfrentarlo y pidió voluntarios que lo acompañaran, sólo Dorlas y Hunthor se ofrecieron. El primero riñó con Brandir acusándolo de cobarde pues este se negaba a participar de la acción. En realidad existía ya una enemistad entre Dorlas y el jefe del pueblo, pues le reprochaba su inacción frente al peligro, además de pretender ser el sucesor de Brandir.
Así Dorlas acompañó a Túrin a la garganta del Teiglin. Cuando Túrin expuso sus planes, Dorlas lo guio por un sendero que descendía al pie del barranco, pero no se atrevió a cruzar el río porque el Dragón le provocó un enorme terror y se quedó sentado en la orilla opuesta temblando de miedo.
Cuando Brandir volvía de Cabed-en-Aras, preso de la angustia y el dolor de ver morir a su amada Níniel, se encontró con Dorlas que, todavía asustado, había buscado refugio entre los árboles del bosque. El Cojo le insultó y le echó la culpa de todo lo que había pasado y Dorlas, envuelto en la ira y la vergüenza, intentó atacar a Brandir, pero recibió una profunda estocada en el pecho que le ocasionó la muerte.
- Datos: Q10750937